# Associazione Calcio Savoia 1908 1984-1985
Questa voce raccoglie le informazioni riguardanti il Savoia nelle competizioni ufficiali della stagione 1984-1985.

## Stagione
La stagione 1984-1985 fu la 63ª stagione sportiva del Savoia.
Campionato Interregionale 1984-1985: 7º posto

## Divise e sponsor
Lo sponsor tecnico è Ennerre, mentre lo sponsor principale non è presente.
| Manica sinistra · Maglietta · Manica destra · Pantaloncini · Calzettoni |

## Organigramma societario
Area direttiva
- Presidente:  Pasquale Gallo
- Vice presidente: Michele Gallo

Area organizzativa
- Segretario generale: Giuseppe Sasso

Area tecnica
- Direttore Sportivo:  Felicio Ferraro
- Allenatore:  Pasquale Lucignano poi  Gaglione poi
 Giuseppe Cresci

## Rosa
| N. |                   | Ruolo | Calciatore          |
| -- | ----------------- | ----- | ------------------- |
|    | Italia (bandiera) | P     | Maurizio De Chiara  |
|    | Italia (bandiera) | P     | Mario Sulli         |
|    | Italia (bandiera) | D     | Salvatore Amura     |
|    | Italia (bandiera) | D     | Giuseppe Cafaro     |
|    | Italia (bandiera) | D     | Emilio De Matteo    |
|    | Italia (bandiera) | D     | Catello Farriciello |
|    | Italia (bandiera) | D     | Pasquale Immobile   |
|    | Italia (bandiera) | D     | Ciro Milano         |
|    | Italia (bandiera) | D     | Antonio Molisso     |
|    | Italia (bandiera) | D     | Giorgio Vesce       |

| N. |                   | Ruolo | Calciatore                     |
| -- | ----------------- | ----- | ------------------------------ |
|    | Italia (bandiera) | C     | Luigi Bolognino                |
|    | Italia (bandiera) | C     | Salvatore Esposito             |
|    | Italia (bandiera) | C     | Gianfranco Pilato              |
|    | Italia (bandiera) | A     | Giovanni Bacchiocchi           |
|    | Italia (bandiera) | A     | Giovanni Fontanella            |
|    | Italia (bandiera) | A     | Domenico Tortora               |
|    | Italia (bandiera) |       | Antonio Cinquegrana (capitano) |
|    | Italia (bandiera) |       | Giovanni Iuliano               |
|    | Italia (bandiera) |       | Giovanni Sieno                 |
|    | Italia (bandiera) |       | Raimondo Ramondino             |

## Calciomercato
| Acquisti | Acquisti             | Acquisti | Acquisti      |
| R.       | Nome                 | da       | Modalità      |
| -------- | -------------------- | -------- | ------------- |
| D        | Giorgio Vesce        | Ischia   | definitivo    |
| C        | Gianfranco Pilato    | Ischia   | definitivo    |
| A        | Giovanni Bacchiocchi | Paganese | fine prestito |

| Cessioni | Cessioni           | Cessioni   | Cessioni   |
| R.       | Nome               | a          | Modalità   |
| -------- | ------------------ | ---------- | ---------- |
| A        | Vincenzo Sicuranza | Pomigliano | definitivo |

## Risultati

### Interregionale

#### Girone di andata
| Arbitro: | Russo (Chieti) |

|                |           |  |
| Spilabotte 89’ | Marcatori |  |

| Arbitro: | Borsetti (Cagliari) |

|  |           |           |
|  | Marcatori | 32’ Tasco |

| Arbitro: | Calì (Reggio Calabria) |

|            |           |            |
| Avolio 61’ | Marcatori | 87’ Cafaro |

| Arbitro: | Cinciripini (Ascoli Piceno) |

|                                             |           |  |
| Cappellaccio 42’ (rig.), 82’ Bevilacqua 86’ | Marcatori |  |

| Torre Annunziata 21 ottobre 1984, ore CEST 5ª giornata | Savoia           | 0 – 0 | Toma Maglie | Stadio Alfredo Giraud\| Arbitro: \| Filauro (Aquila) \| |
| Arbitro:                                               | Filauro (Aquila) |       |             |                                                         |

| Policoro 28 ottobre 1984, ore CEST 6ª giornata | Policoro         | 0 – 0 | Savoia | \| Arbitro: \| Mercuri (Foggia) \| |
| Arbitro:                                       | Mercuri (Foggia) |       |        |                                    |

| Torre Annunziata 4 novembre 1984, ore CEST 7ª giornata | Savoia                              | 0 – 0 | Mesagne | Stadio Alfredo Giraud\| Arbitro: \| Catania (Barcellona Pozzo di Gotto) \| |
| Arbitro:                                               | Catania (Barcellona Pozzo di Gotto) |       |         |                                                                            |

| Arbitro: | Maccarone (Pescara) |

|             |           |  |
| Aniello 13’ | Marcatori |  |

| Arbitro: | Scarfò (Reggio Calabria) |

|                      |           |  |
| Tortora 8’ Vesce 69’ | Marcatori |  |

| Torre Annunziata 25 novembre 1984, ore CEST 10ª giornata | Savoia                 | 0 – 0 | Acerrana | Stadio Alfredo Giraud\| Arbitro: \| Pasquariello (Potenza) \| |
| Arbitro:                                                 | Pasquariello (Potenza) |       |          |                                                               |

| Arbitro: | Aceto (Chieti) |

|  |           |                |
|  | Marcatori | 15’ Fontanella |

| Arbitro: | Tommasi (Lecce) |

|                |           |  |
| Fontanella 70’ | Marcatori |  |

| Arbitro: | Capraro (Cassino) |

|                          |           |  |
| Erbaggio 17’ Vetrano 23’ | Marcatori |  |

| Grottaglie 23 dicembre 1984, ore CEST 14ª giornata | Grottaglie    | 0 – 0 | Savoia | \| Arbitro: \| Rausa (Siena) \| |
| Arbitro:                                           | Rausa (Siena) |       |        |                                 |

| Torre Annunziata 6 gennaio 1985, ore CEST 15ª giornata | Savoia                      | 0 – 0 [ referto] | Nola | Stadio Alfredo Giraud\| Arbitro: \| Placanica (Reggio Calabria) \| |
| Arbitro:                                               | Placanica (Reggio Calabria) |                  |      |                                                                    |

#### Girone di ritorno
| Arbitro: | Rossignoli (Firenze) |

|             |           |  |
| Tortora 32’ | Marcatori |  |

| Brindisi 3 febbraio 1985, ore CEST 17ª giornata | Gioventù Brindisi | 0 – 2 (a tavolino) | Savoia |  |

| Arbitro: | Malaguti (Brindisi) |

|            |           |             |
| Pilato 24’ | Marcatori | 82’ Galasso |

| Arbitro: | Montalcini (Crotone) |

|                 |           |                        |
| Bacchiocchi 75’ | Marcatori | 20’ (aut.) Cinquegrana |

| Arbitro: | Scarcelli (Cosenza) |

|                                |           |  |
| Dell'Anna 53’ Miccoli 82’, 83’ | Marcatori |  |

| Arbitro: | Luberto (Rossano) |

|                           |           |            |
| Bolognino 69’ Iuliano 71’ | Marcatori | 68’ Cafaro |

| Arbitro: | Di Paolo (Chieti) |

|                            |           |  |
| Caputo 53’ Simone 69’, 80’ | Marcatori |  |

| Arbitro: | Calì (Reggio Calabria) |

|               |           |             |
| Bolognino 83’ | Marcatori | 89’ Aniello |

| Arbitro: | Salerno (Acireale) |

|                                                    |           |                                 |
| Milano 20’ (aut.) Sicuranza 53’ (rig.) Amoruso 77’ | Marcatori | 5’ Amura 18’ Pilato 90’ Tortora |

| Acerra 14 aprile 1985, ore CEST 25ª giornata | Acerrana          | 0 – 0 | Savoia | \| Arbitro: \| Capasso (Sulmona) \| |
| Arbitro:                                     | Capasso (Sulmona) |       |        |                                     |

| Arbitro: | Forte (Marsala) |

|                            |           |  |
| Bacchiocchi 73’ Pilato 90’ | Marcatori |  |

| Arbitro: | Di Paolo (Chieti) |

|                               |           |  |
| Grassi 30’ Cerciello 42’, 69’ | Marcatori |  |

| Arbitro: | Cosenza (Potenza) |

|                                       |           |             |
| Amura 15’ Tortora 24’ Bacchiocchi 87’ | Marcatori | 77’ Vetrano |

| Arbitro: | Cocco (Frosinone) |

|                                 |           |  |
| Iuliano 67’ Fontanella 33’, 85’ | Marcatori |  |

| Arbitro: | Natilla (Bari) |

|                        |           |                |
| Grassi 35’ (rig.), 55’ | Marcatori | 58’ Fontanella |

## Statistiche

### Statistiche di squadra
| Competizione              | Punti | In casa | In casa | In casa | In casa | In casa | In casa | In trasferta | In trasferta | In trasferta | In trasferta | In trasferta | In trasferta | Totale | Totale | Totale | Totale | Totale | Totale | DR |
| Competizione              | Punti | G       | V       | N       | P       | Gf      | Gs      | G            | V            | N            | P            | Gf           | Gs           | G      | V      | N      | P      | Gf     | Gs     | DR |
| ------------------------- | ----- | ------- | ------- | ------- | ------- | ------- | ------- | ------------ | ------------ | ------------ | ------------ | ------------ | ------------ | ------ | ------ | ------ | ------ | ------ | ------ | -- |
| Campionato Interregionale | 30    | 15      | 7       | 7       | 1       | 17      | 6       | 15           | 2            | 5            | 8            | 8            | 22           | 30     | 9      | 12     | 9      | 25     | 28     | -3 |
| Totale                    | 30    | 15      | 7       | 7       | 1       | 17      | 6       | 15           | 2            | 5            | 8            | 8            | 22           | 30     | 9      | 12     | 9      | 25     | 28     | -3 |

### Andamento in campionato
| Giornata  | 1 | 2 | 3 | 4 | 5 | 6 | 7 | 8 | 9 | 10 | 11 | 12 | 13 | 14 | 15 | 16 | 17 | 18 | 19 | 20 | 21 | 22 | 23 | 24 | 25 | 26 | 27 | 28 | 29 | 30 |
| --------- | - | - | - | - | - | - | - | - | - | -- | -- | -- | -- | -- | -- | -- | -- | -- | -- | -- | -- | -- | -- | -- | -- | -- | -- | -- | -- | -- |
| Luogo     | T | C | T | T | C | T | C | T | C | C  | T  | C  | T  | T  | C  | C  | T  | C  | C  | T  | C  | T  | C  | T  | T  | C  | T  | C  | C  | T  |
| Risultato | P | P | N | P | N | N | N | P | V | N  | V  | V  | P  | N  | N  | V  | V  | N  | N  | P  | V  | P  | N  | N  | N  | V  | P  | V  | V  | P  |
| Posizione |   |   |   |   |   |   |   |   |   |    |    |    |    |    |    |    |    |    |    |    |    |    |    |    |    |    |    |    |    | 7  |

Legenda:

Luogo: C = Casa; T = Trasferta. Risultato: V = Vittoria; N = Pareggio; P = Sconfitta.

### Statistiche dei giocatori
| Giocatore      | Campionato Interregionale | Campionato Interregionale |
| Giocatore      | Presenze                  | Reti                      |
| -------------- | ------------------------- | ------------------------- |
| S. Amura       | 25                        | 2                         |
| G. Bacchiocchi | 24                        | 3                         |
| L. Bolognino   | 20                        | 2                         |
| G. Cafaro      | 9                         | 1                         |
| A. Cinquegrana | 23                        | 0                         |
| M. De Chiara   | 1                         | -2                        |
| E. De Matteo   | 25                        | 0                         |
| S. Esposito    | 24                        | 0                         |
| C. Farriciello | 22                        | 0                         |
| G. Fontanella  | 25                        | 5                         |
| P. Immobile    | 12                        | 0                         |
| G. Iuliano     | 23                        | 2                         |
| C. Milano      | 24                        | 0                         |
| A. Molisso     | 1                         | 0                         |
| G. Pilato      | 21                        | 3                         |
| G. Sieno       | 10                        | 0                         |
| M. Sulli       | 29                        | -26                       |
| D. Tortora     | 22                        | 4                         |
| G. Vesce       | 26                        | 1                         |